# 노츠 카운티 FC
노츠 카운티 FC(Notts County Football Club)는 노팅엄을 연고로 하는 잉글랜드의 축구 클럽이다. 1862년 11월에 창단되었고, 1888-89 시즌부터 2013-14 시즌까지 4756번의 경기를 하며 다른 잉글랜드 팀들보다 많은 경기를 뛰었다. 홈 경기는 메도우 레인에서 뛰며 홈 유니폼은 검은색와 휜 색 줄무늬다. 1부리그에 여러번 올라간적이 있으며 1991-92 시즌 때 마지막으로 당시 1부리그인 챔피언십에 올라가고 강등되었다. 그 이후 1992-93 시즌부터 시작된 프리미어 리그에 한번도 가보지 못했다. 2009-10 시즌에는 4부 리그에 해당하는 리그 투에서 우승을 차지하였다. 세계에서 가장 오래된, 즉 세계 최초의 프로 축구 클럽으로 알려져 있다.

## 선수 명단

### 현역
참고: FIFA 자격 규정에 따라 소속된 국가대표팀 국기를 표시합니다. 선수는 복수의 FIFA 비회원국 국적을 가지고 있을 수 있습니다.
| 번호 | 포지션 | 국적       | 이름              |
| ---- | ------ | ---------- | ----------------- |
| 17   | FW     | 아일랜드   | 데이비드 맥골드릭 |
| 20   | MF     | 스코틀랜드 | 스콧 로버트슨     |

| 번호 | 포지션 | 국적 | 이름 |
| ---- | ------ | ---- | ---- |

## 역대 감독
| 감독            | 임기 |
| --------------- | ---- |
| 리카르도 모니츠 | 2015 |
| 해리 큐얼       | 2018 |